# Área censal de Petersburg
El área censal de Petersburg (en inglés: Petersburg Census Area) fue una de las 11 áreas censales del Borough no organizado del estado estadounidense de Alaska, localizada en el Panhandle de Alaska. En el censo del año 2000, el área censal tenía una población de 6684 habitantes y en 2010 era de 3815 habitantes. La ciudad más grande de la región era Petersburgo, aunque luego fue excluida y pasó a ser Kake. El área censal por ser parte del borough no organizado no tenía sede de borough.

Fue establecida el 1 de junio de 2008 a partir del área censal de Wrangell-Petersburg cuando la ciudad de Wrangell paso a municipio independiente y existió hasta 2013.

## Geografía
Según la Oficina del Censo, el área censal tenía un área total de 23 365 km² (9021,2 mi²), de la cual 15 112 km² (5834,7 mi²) eran tierra y 8252 km² (3186,1 mi²) (35.32%) agua.
Partes del Bosque Nacional Tongass estaban en el Área del Censo de Petersburgo.

### Boroughs y áreas censales adyacentes
- Ciudad y borough de Sitka (oeste/noroeste)
- Área censal de Hoonah–Angoon (noreste/norte)
- Ciudad y borough de Wrangell (sureste)
- Área censal de Príncipe de Gales–Hyder (sur)
- Distrito Regional de Kitimat-Stikine en la provincia canadiense de Columbia Británica, Canadá (este)

## Demografía
Según el censo de 2000, había 6,684 personas, 2,587 hogares y 1,764 familias residiendo en la localidad. La densidad de población era de 0.0173 hab./km². Había 3,284 viviendas con una densidad media de 0 viviendas/km². El 73.04% de los habitantes eran blancos, el 0.22% afroamericanos, el 16.07% amerindios, el 1.62% asiáticos, el 0.13% isleños del Pacífico, el 1.11% de otras razas y el 7.81% pertenecía a dos o más razas. El 1.97% de la población eran hispanos o latinos de cualquier raza.

## Localidades
- Kake
- Kupreanof
- Petersburg
- Port Alexander